# Paraguitelia
Paraguitelia is een kevergeslacht uit de familie van de boktorren (Cerambycidae). De wetenschappelijke naam van het geslacht werd voor het eerst geldig gepubliceerd in 1971 door Quentin & Villiers.

## Soorten
Paraguitelia omvat de volgende soorten:
- Paraguitelia basilewskyi Quentin & Villiers, 1971
- Paraguitelia garambensis Quentin & Villiers, 1979
- Paraguitelia pinheyi Quentin & Villiers, 1971
- Paraguitelia problematica (Tippmann, 1951)